# Maurice Seynaeve
Maurice Seynaeve (* 31. Januar 1907 in Heule-Kortrijk, West-Flandern; † 28. November 1998 in Buenos Aires) war ein belgischer Radsportler, der als Spezialist für Querfeldeinrennen (heutige Bezeichnung Cyclocross) aktiv war.

## Sportliche Laufbahn
Maurice Seynaeve war von 1928 (zunächst in der Klasse der Unabhängigen) bis 1940 im Radsport aktiv. Sein heimatlicher Verein war der Stoemper Club Leuven. Er war von 1933 bis 1937 durchgängig belgischer Meister im Querfeldeinrennen in den für alle Kategorien offenen Meisterschaftsrennen.
Vor dem Zweiten Weltkrieg gewann er 1934 und 1936 das Critérium international de cyclo-cross, das als inoffizielle UCI-Weltmeisterschaft im Querfeldeinrennen galt. Insgesamt gewann er rund 30 Querfeldeinrennen. Auf der Straße konnte er einige Kriterien gewinnen. Sein bemerkenswertestes Ergebnis war der fünfte Platz beim Rennen Paris–Brüssel 1931.
In den letzten beiden Jahren seiner Karriere startete er auch bei Steherrennen und wurde zweimal Dritter der belgischen Meisterschaft (1938 und 1939).
Er wanderte nach Beendigung seiner Karriere 1940 nach, Florencio Varela, Buenos Aires, Argentinien aus wo er als Geschäftsmann tätig war und mit seiner Familie lebte. Er starb dort 91-jährig 1998 in Florencio Varela, Buenos Aires. Er hinterließ insgesamt 11 Urenkel.